# Кагул (жудець)
Жуде́ць Кагу́л — адміністративно-територіальна одиниця Румунського королівства на землях Бессарабії 1925—1938 та 1941—1944 років зі столицею у Кагулі.
Межував із жудцями Четатя-Албе та Тягиня на сході, Лепушна — на півночі, Фелчу, Тутова і Ковурлуй — на заході та Ізмаїл — на півдні.
Територія жудця приблизно відповідає нинішнім Кагульському, Кантемірському, Леовському, Тараклійському районам Республіки Молдова і Вулканештському округу Гагаузії, що у складі Молдови.

## Історія
Наприкінці Кримської війни за Паризьким договором Російська імперія повернула Південну Бессарабію Молдавському князівству, після чого її було адміністративно поділено на 3 повіти: Кагульський, Болградський та Ізмаїльський, які після 1859 року перебували у складі Об'єднаного князівства Волощини та Молдови (яке з 1866 року називалося Румунією), а 1878 року, за Берлінським трактатом, ці три повіти перейшли під владу Російської імперії в обмін на Північну Добруджу.
Після унії Бессарабії з Румунією 1918 року Кагульський повіт опинився у складі Великої Румунії, де його формально відновили в 1925 році.
Після адміністративно-конституційної реформи 1938 року жудець об'єднали з 9 іншими жудцями в новостворений цинут Дунеря.
1940 року територію повіту окупували радянські війська, включивши до Молдавської РСР. В липні 1941 року внаслідок вторгнення держав Осі в Радянський Союз румунська влада відновила повіт, віднісши його до складу Бессарабського губернаторства. Було створено військову адміністрацію, а місцеве єврейське населення було або страчено на місці, або депортовано в Трансністрію, де теж багато кого було знищено. 1944 року Червона Армія вибила німецьких і румунських загарбників із молдовської землі і територія повіту знову потрапила під радянське управління. 12 вересня 1944 року Румунія підписала з союзниками по антигітлерівській коаліції Московське перемир'я, а також подальший мирний договір 1947 року, якими підтвердила визнання радянсько-румунського кордону станом на 1 січня 1941 року. 1991 року територія повіту, як і решта Молдавської РСР, увійшла до складу незалежної Молдови.

## Населення

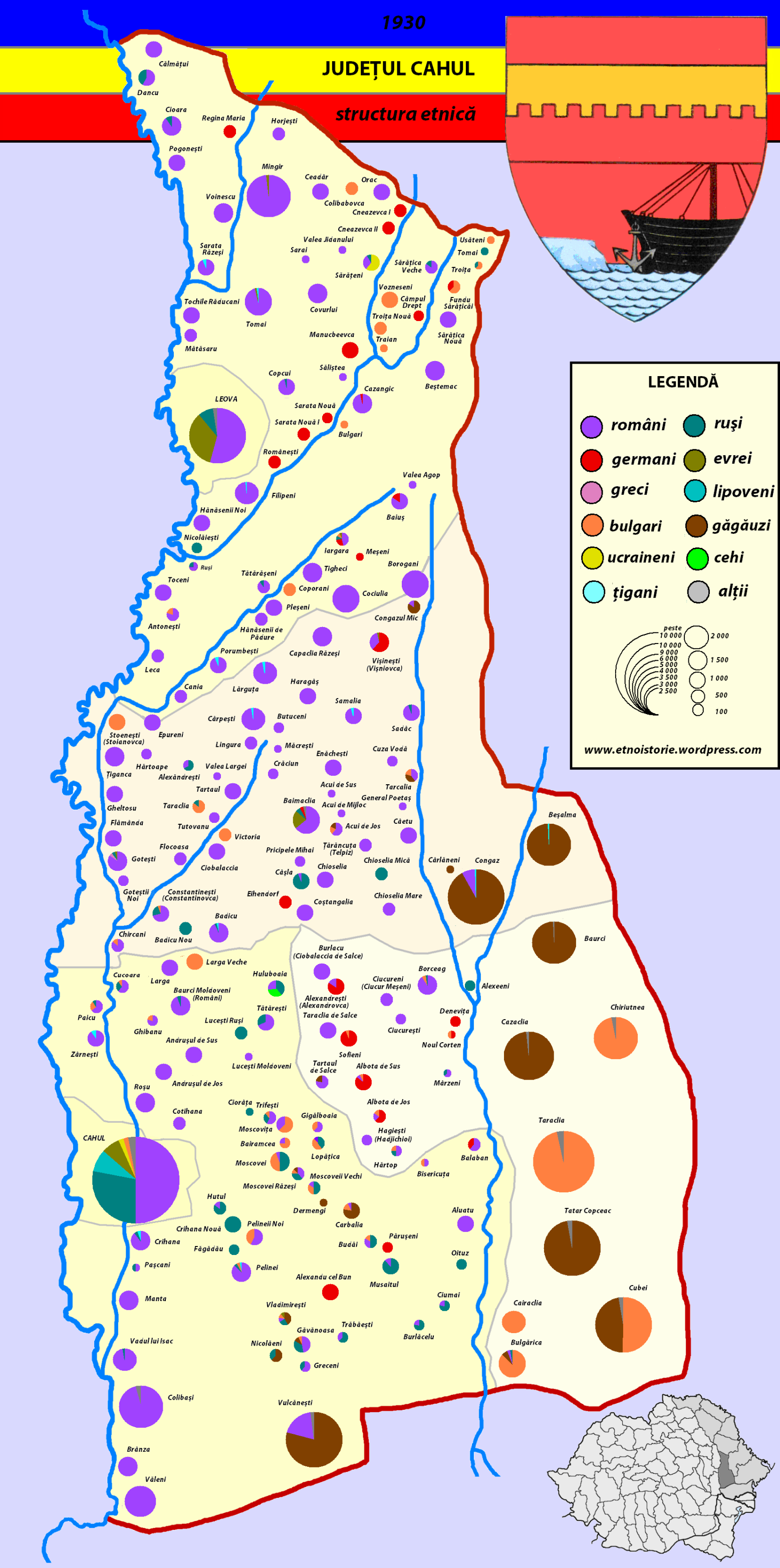
Етнічна структура жудця Кагул (1930)

За даними перепису 1930 року, населення повіту становило 196 693 людини, з яких 51,2 % румунів, 17,9 % гагаузів, 14,5 % болгар, 4,4 % росіян, 4,4 % німців, 2,3 % євреїв, а також деякі дрібніші меншини. У релігійному відношенні населення складали 92,1 % православних, 4,3 % лютеран, 2,3 % юдеїв і деякі дрібніші громади.

### Містяни
Міських жителів повіту налічувалося 17 909 душ, із яких 50,5 % румунів, 19,6 % росіян, 17,5 % євреїв, 1,3 % українців, 1,3 % болгар та ін. У релігійному відношенні міське населення жудця складалося з 76,5 % православних, 17,5 % юдеїв, 4,7 % православних-старообрядців (липован), 0,7 % римокатоликів тощо.

## Адміністративний устрій
Жудець поділявся на п'ять районів (рум. plăși): 
- Кантемір (осідок — Леова)
- Йон Воєвода (з осідком у Кагулі)
- Штефан Великий (із осідком у Баймаклії)
- Траян (із осідком у Тараклії)
- Драгош-Вода, згодом перейменований на Міхай Витязь (із осідком у Альботі)